# (85320) Bertram
(85320) Bertram (1995 EP8) – planetoida z grupy pasa głównego asteroid okrążająca Słońce w ciągu 4,32 lat w średniej odległości 2,65 j.a. Odkryta 4 marca 1995 roku.